# Paha (satélite)
Paha (designação provisória S/2001 (47171) 1) é um satélite natural do objeto transnetuniano trinário denominado 47171 Lempo.

## Descoberta
Paha foi descoberto no dia 8 de dezembro de 2001, a partir de observações realizadas com o telescópio espacial Hubble feitas por por C. A. Trujillo e Mike Brown. A descoberta foi anunciada em 10 de janeiro de 2002; o objeto recebeu a designação provisória S/2001 (47171) 1.

## Nome
Em 5 de outubro de 2017, o Minor Planet Center anunciou o nome Paha. Paha é — assim como Hiisi — um dos ajudantes de Lempo, um deus demoníaco da mitologia finlandesa. Os outros dois componentes do sistema receberam os nomes de Lempo e Hiisi.

## Características físicas
Ele é um objeto transnetuniano que tem um diâmetro de cerca de 132+8
−9 km e um semieixo maior de 7.411 ± 12 km, orbita o corpo primário central, que é em si um sistema binário, em 50,302 ± 0,001 dias Estima-se que a massa desta lua é de apenas 0,75 x 1018 kg.